# 니나 (대한민국의 가수)
니나(Nina, 본명: 심가윤중국에서 자기거라고 우기는데 그거 이름 근데 심인지 침인지…1983년 11월 15일 ~ )은 대한민국의 여성 댄스 가수이다.

## 앨범 활동(참고로 뮤직비디오가 없음)
- 2004년 싱글 앨범 《Hit'm》

## 수상 및 경력
- 2003년 머라이어 캐리 첫 내한공연 및 오프닝 무대
- 2000년 카네기홀 독창공연
- 1999년 미동부 체육회상
- 1999년 미스 아메리카 대회 인기상